# Desoxirribonucleasa II
Las desoxirribonucleasas II (EC 3.1.22.1, DNasa II, DNasa pancreática II, desoxirribonucleato 3'-nucleotidohidrolasa, desoxirribonucleasa ácida, DNasa ácida) son un grupo de enzimas cuya actividad enzimática se caracteriza por hidrolizar los enlaces entre desoxirribonucleótidos en ADN nativo y desnaturalizado, conduciendo a la producción de nucleósidos 3'-fosfato.
Como uno de sus nombres implica, esta enzima es más efectiva a pH ácido.  
Hay varias DNasas de tipo II conocidas, entre las que se incluyen:
- DNasa II alfa (que por lo general se conoce sólo como DNasa II)
- DNasa II beta (también llamada DLAD, o DNase II-Like Acid DNase (DNasa similar a la DNasa Ácida))